# Лежанкин, Никита Дмитриевич
Лежанкин Никита Дмитриевич (род. 5 апреля 1992, Нижний Тагил, Россия) — российский гимнаст, многократный чемпион и призёр чемпионатов и первенств России, международных соревнований, участник этапов кубков мира. Воспитанник ДЮСШ «Локомотив» (г. Екатеринбург).

## Биография
Родился 5 апреля 1992 года в г. Нижнем Тагиле (Свердловская область). В возрасте 6 лет начал заниматься спортивной гимнастикой. С 2006 года член молодежной сборной команды России. В 2007 году переезжает в г. Екатеринбург (Свердловская область), где начинает тренироваться у П. А. Китайского и В. Н. Ломаева. С 2012 года член сборной команды России основного состава. В 2014 году, в составе сборной команды Уральского Федерального округа становится чемпионом России в командном первенстве (впервые за 25 лет команда УФО становится чемпионом в этой дисциплине). Неоднократно входил в состав сборной команды России по подготовке к чемпионатам Мира и Европы, Олимпийски играм. Участник этопов кубков мира, неоднократный победитель и призер различных международных стартов, чемпионатов и первенств России по спортивной гимнастике. В 2015-2016 годах, выступал за немецкий клуб TSG Grünstadt.
После завершения спортивной карьеры в 2016 г. становится предпринимателем. Является основателем брендов: парк активных развлечений "Отрыв", Федеральная сеть спортивных школ по спортивной гимнастике "Академия Спорта", "Академия Развлечений" производство спортивного и развлекательного оборудования.
С 2022 года является президентом местной общественной организации "Федерация спортивной гимнастики г. Екатеринбурга"
С 2023 года сторонник партии "Новые Люди", в этом же году являлся кандидатом в депутаты в Екатеринбургскую городскую Думу восьмого созыва в составе списка кандидатов, выдвинутого партией "Новые Люди" в Свердловской области, а также кандидатом в депутаты по одномандатному избирательному округу. По итогам выборов занял 4 место с 9% голосов избирателей.
В 2024 году был доверенным лицом кандидата в президенты России от партии Новые Люди- Владислава Даванкова.

## Результаты
| Год  | Турнир                                     | Место проведения | Вид программы         | Место |
| ---- | ------------------------------------------ | ---------------- | --------------------- | ----- |
| 2005 | Первенство России по спортивной гимнастике | Воронеж          | Абсолютное первенство | 2     |
| 2005 | Первенство России по спортивной гимнастике | Воронеж          | Вольные упражнения    | 2     |
| 2005 | Первенство России по спортивной гимнастике | Воронеж          | Брусья                | 2     |
| 2005 | Первенство России по спортивной гимнастике | Тольятти         | Опорный прыжок        | 3     |
| 2006 | Первенство России по спортивной гимнастике | Санкт-Петербург  | Вольные упражнения    | 1     |
| 2007 | Первенство России по спортивной гимнастике | Брянск           | Кольца                | 3     |
| 2007 | Первенство России по спортивной гимнастике | Брянск           | Опорный прыжок        | 3     |
| 2007 | Первенство России по спортивной гимнастике | Владимир         | Кольца                | 3     |
| 2008 | Первенство России по спортивной гимнастике | Чебоксары        | Вольные упражнения    | 3     |
| 2008 | Первенство России по спортивной гимнастике | Чебоксары        | Опорный прыжок        | 1     |
| 2008 | Первенство России по спортивной гимнастике | Чебоксары        | Перекладина           | 3     |
| 2008 | Первенство России по спортивной гимнастике | Чебоксары        | Командное первенство  | 2     |
| 2010 | Первенство России по спортивной гимнастике | Пенза            | Многоборье            | 2     |
| 2010 | Первенство России по спортивной гимнастике | Пенза            | Кольца                | 2     |
| 2010 | Первенство России по спортивной гимнастике | Пенза            | Опорный прыжок        | 1     |
| 2010 | Первенство России по спортивной гимнастике | Пенза            | Перикладина           | 3     |
| 2010 | X международный турнир А.Дитятина          | Санкт-Петербург  | Вольные упражнения    | 2     |
| 2010 | II летняя Спартакиада учащихся             | Саранск          | Опорный прыжок        | 3     |
| 2010 | II летняя Спартакиада учащихся             | Саранск          | Командное первенство  | 2     |
| 2011 | XI международный турнир А.Дитятина         | Санкт-Петербург  | Опорный прыжок        | 2     |
| 2011 | Кубок России по спортивной гимнастике      | Екатеринбург     | Опорный прыжок        | 3     |
| 2012 | Кубок России по спортивной гимнастике      | Пенза            | Опорный прыжок        | 3     |
| 2012 | Кубок России по спортивной гимнастике      | Пенза            | Командное первенство  | 3     |
| 2012 | XII международный турнир А.Дитятина        | Санкт-Петербург  | Опорный прыжок        | 1     |
| 2012 | XIX международный турнир М.Воронина        | Москва           | Вольные упражнения    | 2     |
| 2012 | XIX международный турнир М.Воронина        | Москва           | Опорный прыжок        | 3     |
| 2013 | Кубок России по спортивной гимнастике      | Пенза            | Многоборье            | 3     |
| 2013 | Кубок России по спортивной гимнастике      | Пенза            | Командное первенство  | 3     |
| 2013 | Artistic Gymnastic World Cup               | Осиек            | Кольца                | 13    |
| 2013 | EnBW DTB-Pokal Team Challenge World Cup    | Штутгарт         | Командное первенство  | 7     |
| 2014 | Чемпионат России по спортивной гимнастике  | Пенза            | Многоборье            | 3     |
| 2014 | Чемпионат России по спортивной гимнастике  | Пенза            | Командное первенство  | 3     |
| 2014 | Кубок России по спортивной гимнастике      | Пенза            | Опорный прыжок        | 3     |
| 2014 | Кубок России по спортивной гимнастике      | Пенза            | Командное первенство  | 1     |
| 2014 | XXVI международный турнир Босфор           | Стамбул          | Опорный прыжок        | 2     |
| 2015 | Чемпионат России по спортивной гимнастике  | Пенза            | Командное первенство  | 2     |

## Спортивные звания
Мастер спорта России